# Distretto di Attock
Il distretto di Attock (in urdu: اٹک) è un distretto del Punjab, in Pakistan, che ha come capoluogo Attock. Secondo il censimento del 2023, il distretto aveva 2,170,423 abitanti.

## Suddivisioni
Il distretto è suddiviso in 6 tehsil:
- Attock
- Fateh Jang
- Hassan Abdal
- Jand
- Pindi Gheb
- Hazro